# Chung Nam-sik
Chung Nam-sik (* 16. Februar 1917 in Gimje; † 5. April 2005) war ein südkoreanischer Fußballspieler und -trainer.

## Karriere
Chung war Teil des Kaders der südkoreanischen Nationalmannschaft bei der Weltmeisterschaft 1954 und hatte hier in der Gruppenphase einen Einsatz gegen Ungarn.
Er war auch Teil der Mannschaft bei den Olympischen Spielen 1948 in London.
Nach seiner Karriere als Spieler war er während des Merdeka Tournament 1965 Cheftrainer der südkoreanischen Mannschaft.